# Rebirth (Angra)
Rebirth är det brasilianska heavy metal-bandet Angras fjärde studioalbum, utgivet november 2001 av skivbolaget Steamhammer.

## Låtförteckning
1. "In Excelsis" (instrumental) (Kiko Loureiro) – 1:03
2. "Nova Era" (Felipe Andreoli, Edu Falaschi, Loureiro) – 4:52
3. "Millennium Sun" (Rafael Bittencourt, Lureiro) – 5:11
4. "Acid Rain" (Bittencourt) – 6:08
5. "Heroes of Sand" (Bittencourt, Falaschi) – 4:39
6. "Unholy Wars" (Bittencourt, Loureiro) – 8:14

Part I: "Imperial Crown"
Part II: "Forgiven Return"
1. "Rebirth" (Bittencourt, Loureiro) – 5:18
2. "Judgement Day" (Bittencourt, Loureiro, Falaschi, Aquiles Priester) – 5:40
3. "Running Alone" (Bittencourt) – 7:14
4. "Visions Prelude" (Bittencourt, Loureiro) – 4:32

## Medverkande
Musiker (Angra-medlemmar)
- Edu Falaschi – sång
- Kiko Loureiro – gitarr
- Rafael Bittencourt – gitarr
- Felipe Andreoli – basgitarr
- Aquiles Priester – trummor

Bidragande musiker
- Roman Mekinulov – cello
- Günter Werno – keyboard
- Dennis Ward, Andre Kbelo, Zeca Loureiro, Rita Maria, Carolin Wols – kör
- Mestre Dinho, Grupo Woyekê – röster (på "Unholy Wars")
- Douglas "ShakerHand" Las Casas – percussion

Produktion
- Dennis Ward – producent, ljudtekniker, ljudmix
- Antonio D. Pirani – exekutiv producent
- Andre Kbelo – assisterande ljudtekniker
- Jürgen "Luski" Lusky – mastering
- Marcelo Rossi – omslagsdesign, foto
- Isabel de Amorim – omslagskonst